# Kolbar

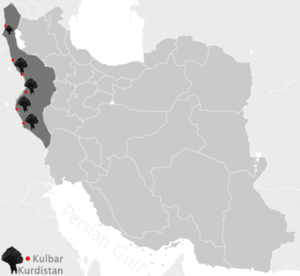
Grenzregionen, in denen die Kolbar tätig sind

Kolbar (persisch کولبر oder Sorani کۆڵبەر; kol: 'Rücken' und bar: 'Last') (auch: Kolber) sind Lastenträger aus den kurdisch-iranischen Grenzprovinzen Kermanschah, Kordestan und West-Aserbaidschan, die durch den Transport von Waren über die iranisch-irakische und iranisch-türkische Grenze ihren Lebensunterhalt verdienen. Die Kolber nutzen die hohen Preisunterschiede zwischen dem Irak und Iran. Schätzungen zufolge sind 40.000 Personen als Kolbar aktiv und rund 400.000 Menschen sind in den armen Regionen des Westiran von dieser Art des Warengrenzverkehrs abhängig. Transportiert werden unterschiedliche Konsumgüter, wie Elektrogeräte, Genussmittel, Textilien oder Benzin. Der häufig zu Fuß, mit Pferden oder Maultieren in unwegsamem Gelände und bei rauen Witterungsbedingungen stattfindende Transport ist für die Kolbar lebensgefährlich.
Der Anteil der Frauen, Kinder und Menschen mit einem akademischen Abschluss hat in den letzten Jahren durch die wirtschaftliche Krise in der Region zugenommen. Da es bislang keine legale Definition für Kolbar gibt, können sie bei juristischen Angelegenheiten nicht verteidigt werden. In den letzten Jahren wurde im iranischen Parlament mehrere Male versucht, die Tätigkeiten der Kolbar zu legalisieren und hierfür einen Gesetzesentwurf durchzusetzen, was aber immer wieder scheiterte.

## Maßnahmen der Grenzsoldaten
Die Tätigkeit der Kolbar wird von der iranischen Regierung als Schmuggel für illegal erklärt. Sie geht davon aus, dass die Kolbar auch Drogen und Waffen für kurdische Separatisten ins Grenzgebiet transportieren, und geht mit Waffengewalt dagegen vor. Im Jahr 2018 sollen 48 Kolbar von Grenzsoldaten getötet worden sein. Im Irak wurden die Kolbar von den kurdischen Peschmerga weitgehend geduldet, seit der Verschärfung von Handelssanktionen gegen den Iran nach 2018 werden die schmuggelnden Kolbar auch von irakischer Seite verfolgt.

## Tag der Kolbar
Von der kurdischen Bevölkerung wurde der 2. November zum „Tag der Kolbar“ erklärt, da ihren Angaben zufolge rund um dieses Datum und den hohen Sicherheitsmaßnahmen anlässlich der Geiselnahme von Teheran (am 4. November 1979) besonderes viele Kolbar ums Leben kommen.

## Kolbar in den Medien
Die Situation und Arbeitsbedingungen der Kolbar werden in den Medien nur selten thematisiert, meist nur in Form von kurzen Berichten über Todesfälle in regionalen Internetseiten.
In Bahman Ghobadis Film Zeit der trunkenen Pferde werden kurze Einblicke in das alltägliche Leben der Kolbar gegeben.